# QF 6磅炮
QF 6磅炮，是英國研製，口徑57公厘的反坦克炮。6磅炮的研發目的是為了取代反戰車能力不足的2磅炮，恢復步兵單位的反甲能力，也讓原本應作為支援曲射火炮卻因前線反甲能力太弱而被濫用的QF 25磅榴彈炮恢復原先定位功能。美國在二戰前得到英國授權量產這種火炮，美軍代號為57mm M1火炮，中華民國則稱為「M1式57公厘戰防砲」，略稱57戰防砲。

## 歷史
QF 6磅炮的前輩，QF 2磅炮在1930年代是英軍主要的反坦克武器。但是，它在法國戰役中面對德軍的裝甲時卻表現得十分糟糕。因此，一款威力更強的反坦克炮就顯得必要了。6磅炮由皇家兵工廠在1938年開始研製，選擇6磅砲彈（57公厘）理由並非穿甲力的計算結果，而是後勤支援考量，英國皇家海軍從19世紀末開始使用6磅炮作為艦載副武器，所以國內有大量機具可以支援生產這種中口徑武器彈藥。6磅炮的炮身在1940年已完成，但是炮架研發期程拖延，敦克爾克的大敗讓英國遠征軍頓失23萬人的重裝備，更讓國內工業產能得優先提供突如其來的重大損失。據英國自己的統計，生產600門2磅炮的物資只能生產100門6磅炮，嚴峻的備戰現實讓6磅炮量產規劃延後，但法國戰役的經驗讓英國了解新型反戰車炮研製不能止步，因此仍然在1940年調度經費讓皇家兵工廠生產2門原型炮測試。6磅炮的測試在1941年結束，1941年11月才開始量產。
並於1942年4月首次在北非使用。它的出現使得英國的2磅炮可以不再擔任反坦克的任務。不只是拖曳式反戰車炮，英國的巡洋戰車等一線裝甲武力也在同一時間開始換裝6磅炮，抵銷德國戰車的火力優勢。
6磅炮的出現讓英國的反甲武力恢復足以一戰的水準，但是在1942年末，英國為了應付更嚴峻的反甲需求開始開發與6磅炮規格相近、反甲效果更好的新型戰防炮；首先推出的是使用8磅彈頭，炮身長59倍徑的反戰車炮，但重量太重無法維持當前操作彈性；後續截短炮管成為48倍徑，但穿甲參數沒比現役效果要好；最後這個計畫在1943年1月取消，1943年2月英軍決定推翻重來以QF 17磅炮作為次代戰防砲。

### 在美軍的服役狀況
在1941年1月，美軍陸軍軍械局表達了想要仿製6磅炮的想法。但在當時，美軍因配合租借法案的需求優先生產M3反坦克炮，美國陸軍也未能體認大口徑反戰車炮的需求，且最初也是因應租借法案的需求而產製；英國在1941年提供給美國2門MK2式6磅炮及相關生產資料，不像英國因2磅炮產線轉換遇到的機具配合問題而需要漫長的轉換期程，美國有更多合適的車床機具可以削切生產本型炮必需的長炮身，因此自1942年起，美軍便生產50倍徑版本的6磅炮，產線到1945年關閉。美軍的57反戰車炮使用美規輪胎，運用道奇WC1.5噸卡車或M2半履帶車拖曳。
美國到1945年勝利為止計生產15,637門57戰防炮，其中約有10,000門為美軍自用，4,200門透過租借法案交付英國，400門租借法案交付蘇聯。除了牽引型，美國原本有開發設置在M2半履帶車貨斗內的T48火炮運載車，美軍沒有採用，英軍接收40輛後覺得火力不足而把它們解除武裝恢復裝甲運兵車用途，但有650輛M2半履帶車採納此改造軍援蘇聯，蘇聯代號SU-57，投入下聶伯河攻勢。當諾曼底登陸成功之後，自由法國軍也開始領收57戰防炮作戰。第二次世界大戰結束後，美軍內幾乎所有的57戰防炮均退役封存，在1950年代之後，美軍編裝中已不再出現本型武器；但有大量美軍庫存品由軍援模式輸出給美國盟邦使用，且英國仍持續使用到1960年代。
相較英國積極開發各式穿甲彈種，美軍使用的穿甲彈效果較友軍來得差，且沒積極去解決穿甲彈藥問題，美國對於戰防砲的彈藥彈性比較重視，因此開發了榴彈與反人員用散彈改善火炮用途；同時與英軍穿甲彈相較，美軍使用的穿甲彈在500公尺交戰距離時穿甲能力與英軍運用彈種介於伯仲之間，200公尺內之極近距離時英軍彈藥的穿甲潛力才較為顯著。

## 性能
| 種類                            | 名稱                | 重量 kg (lb)     | 內容物         | 炮口初速, 公尺/秒 (43倍徑版) | 穿甲深度、距離100公尺 (43倍徑版) | 炮口初速, 公尺/秒 (50倍徑版) | 穿甲深度、距離100公尺 (50倍徑版) |
| ------------------------------- | ------------------- | ---------------- | -------------- | ---------------------------- | -------------------------------- | ---------------------------- | -------------------------------- |
| 英軍配發彈種                    |                     |                  |                |                              |                                  |                              |                                  |
| 穿甲彈                          | Mk 1 - 7穿甲弹      | 2.86（6.3）      | -              | 853                          |                                  | 892                          |                                  |
| 被帽穿甲彈 (1942年9月後投入)    | Mk 8T被帽穿甲彈     | 2.86（6.3）      | -              | 846                          | 88mm                             | 884                          | 94mm                             |
| 風帽被帽穿甲彈(1943年1月後投入) | Mk 9T風帽被帽穿甲彈 | 3.23（7.1）      | -              | 792                          | 86mm                             | 831                          | 92mm                             |
| 硬芯穿甲彈 ( 1943年10月後投入)  | Mk 1T硬芯穿甲彈     | 1.90（4.2）      | -              |                              |                                  | 1,082                        |                                  |
| 脫殼穿甲彈 (1944年3月後投入)    | Mk 1T脫殼穿甲彈     | 1.42（3.1）      | -              | 1,151                        | 130mm                            | 1,219                        | 142mm                            |
| 高爆彈                          | 高爆彈, Mk 10T      | approx. 3（6.6） |                |                              |                                  | 820                          |                                  |
| 美軍製作的炮彈                  |                     |                  |                |                              |                                  |                              |                                  |
| 穿甲彈                          | M70穿甲弹           | 2.85（6.3）      | -              |                              |                                  | 853                          | 85mm （30°傾斜）                 |
| 被帽延時穿甲彈                  | M86被帽穿甲彈       | 3.30（7.3）      | 苦味酸銨, 34克 |                              |                                  | 823                          | 81mm （30°傾斜）                 |
| 高爆彈 (1944年3月授權生產)      | T18 / M303高爆彈    |                  |                |                              |                                  |                              |                                  |
| 散彈(1945年1月開始生產)         | T17 / M305          |                  |                |                              |                                  |                              |                                  |

## 腳註/來源
1. 1 2  . 軍事新聞網 (國防部青年日報社). 2007年1月23日  [2014年5月29日]. （原始内容存档于2014年5月29日） （中文（臺灣））.
2. 1 2  .   [2014-01-05]. （原始内容存档于2014-01-06）.
3. ↑  .   [2014-01-05]. （原始内容存档于2014-01-06）.
4. ↑  Postan, British War Production From Dunkirk to Pearl Harbor (part of the History of the Second World War) p194
5. ↑  Zaloga US Anti-tank Artillery Osprey p13
6. ↑  同樣還能發射空包彈和訓練彈